# Џибути на Летњим олимпијским играма 2012.
Џибутију је на Летњим олимпијским играма у Лондону 2012. било осмо учешће на играма од пријема у МОК 1984. године.
Делегацију Џибутија у Лондону представљало је 5 спортиста (2 мушкарца и 3 жене), који су се такмичили у четири индивидуална спорта. 
Националну заставу на дефилеу земаља учесница током свечаног отварања игара 27. јула носила је атлетичарка Зора Али, а на затварању стонотенисерка Јасмин Фара. 

## Учесници по дисциплинама
| Спорт       | Мушкарци | Жене | Укупно |
| ----------- | -------- | ---- | ------ |
| Атлетика    | 1        | 1    | 2      |
| Пливање     | 1        | 0    | 1      |
| Стони тенис | 0        | 1    | 1      |
| Џудо        | 0        | 1    | 1      |
| Укупно(4)   | 2        | 3    | 5      |

## Атлетика
Мушкарци
| Атлетичар  | Дисциплина | Лични рекорд | Квалификације | Квалификације  | Финале   | Финале   | Детаљи |
| Атлетичар  | Дисциплина | Лични рекорд | Резултат      | Место          | Резултат | Место    | Детаљи |
| ---------- | ---------- | ------------ | ------------- | -------------- | -------- | -------- | ------ |
| Мумин Гала | 5.000 м    | 13:17,77 НР  | 13:21,21 ЛРС  | 10. у гр. 2 кв | 13:50,26 | 13. / 43 |        |

Жене
| Атлетичарка | Дисциплина | Лични рекорд | Група    | Група    | Полуфинале        | Полуфинале        | Финале            | Финале        | Детаљи |
| Атлетичарка | Дисциплина | Лични рекорд | Резултат | Место    | Резултат          | Место             | Резултат          | Место         | Детаљи |
| ----------- | ---------- | ------------ | -------- | -------- | ----------------- | ----------------- | ----------------- | ------------- | ------ |
| Зора Али    | 400 м      |              | 1:05,37  | 7 у гр 3 | Није се пласирала | Није се пласирала | Није се пласирала | 44. / 45 (49) | ,      |

## Пливање
Пласман на ЛОИ представник Џибутија је добио специјалну позивницу ФИНА
Мушкарци
| Пливач           | Дисциплина    | Група | Група    | Полуфинале           | Полуфинале           | Финале               | Финале  | Детаљи |
| Пливач           | Дисциплина    | Време | Пласман  | Време                | Пласман              | Време                | Пласман | Детаљи |
| ---------------- | ------------- | ----- | -------- | -------------------- | -------------------- | -------------------- | ------- | ------ |
| Абдурахман Осман | 50 м слободно | 27,26 | 1 у гр 2 | Није се квалификовао | Није се квалификовао | Није се квалификовао | 49 /56  |        |

## Стони тенис
Преставница Џибутија је добила специјалну позивницу.
Жене
| Такмичар    | Дисциплина  | Квал.                                            | 1. коло               | 2. коло               | 3. коло               | 4. коло               | Четвртфин.            | Полуфин.              | Финале                | Детаљи |
| Такмичар    | Дисциплина  | Противник Резултат                               | Противник Резултат    | Противник Резултат    | Противник Резултат    | Противник Резултат    | Прот. Рез.            | Прот. Рез.            | Прот. Рез.            | Детаљи |
| ----------- | ----------- | ------------------------------------------------ | --------------------- | --------------------- | --------------------- | --------------------- | --------------------- | --------------------- | --------------------- | ------ |
| Јасмин Фара | појединачно | Кумара (BRA) · Пор. 0:4 (0:11, 2:11, 2:11, 4:11) | Није се квалификовала | Није се квалификовала | Није се квалификовала | Није се квалификовала | Није се квалификовала | Није се квалификовала | Није се квалификовала |        |

## Џудо
Џибути је имао једну џудисткињу која је добила спеијалну позивницу.
Жене
| Џудиста    | Дисц.   | Квал.      | 1. коло                       | 1/8 финала         | 1/4 фин.          | Полуфин.          | Фин.              | Репесаж 1          | Репесаже 1/4 финале | Репесаж полуфинале | Борба за бронзу    | Поз.              | Дет.           |
| Џудиста    | Дисц.   | Прот. Рез. | Противник Резултат            | Противник Резултат | Прот. Рез.        | Прот. Рез.        | Прот. Рез.        | Противник Резултат | Противник Резултат  | Противник Резултат | Противник Резултат | Поз.              | Дет.           |
| ---------- | ------- | ---------- | ----------------------------- | ------------------ | ----------------- | ----------------- | ----------------- | ------------------ | ------------------- | ------------------ | ------------------ | ----------------- | -------------- |
| Сали Рагиб | − 57 кг | Слободна   | Каприори (DJI) · Пор. 000–100 | Није се пласирала  | Није се пласирала | Није се пласирала | Није се пласирала | Није се пласирала  | Није се пласирала   | Није се пласирала  | Није се пласирала  | Није се пласирала | [ мртва веза ] |